# 叶敬昌
叶敬昌（？—？），曾用名敏昌，福建闽县（今屬福州市）人，清朝政治人物。

## 生平
原名敏昌。嘉慶二十四年（1819年）己卯恩科進士。道光十一年（1831年）任江蘇松江府知府。